# كفر شلشلمون
قرية كفر شلشلمون هي إحدى القرى التابعة لمركز منيا القمح في محافظة الشرقية في جمهورية مصر العربية. حسب إحصاءات سنة 2006، بلغ إجمالي السكان في كفر شلشلمون 12704 نسمة، منهم 6593 رجل و6111 امرأة.

## التاريخ
قرية كفر شلشلمون من القرى القديمة، حيث وردت باسم «سرو العزى» من أعمال الشرقية في كتاب «التحفة السنية في أسماء البلاد المصرية» لابن الجيعان الذي حصر القرى المصرية بعد الروك الناصري الذي أجراه السلطان المملوكي الناصر محمد بن قلاوون سنة 715هـ/1315م، وقال ابن الجيعان أنها من كفور شنشلمون. وفي العصر العثماني وردت باسم «كفر شنشلمون» في التربيع العثماني الذي أجراه الوالي العثماني سليمان باشا الخادم في عصر السلطان العثماني سليمان القانوني ضمن قرى ولاية الشرقية، وفي تاريخ 1228هـ/1813م الذي عدّ قرى مصر بعد المسح الذي قام به محمد علي باشا باسم «كفر شلشلمون» ضمن قرى مديرية الشرقية.